# Integrated Forecast System
L'Integrated Forecast System (IFS, Sistema de Predicció Integrat en català) és un model global de predicció meteorològica operacional. L'IFS és desenvolupat i mantingut pel Centre Europeu de Prediccions Meteorològiques a Mitjà Termini (CEPMMT o ECMWF), amb seu a Reading (Anglaterra). A causa del seu origen, sovint es coneix com a "ECMWF" o "Centre Europeu", i com a "Model Europeu" a l'Amèrica del Nord, per distingir-lo del Sistema de Pronòstic Global Americà (GFS). L'IFS juntament amb el GFS del Servei Meteorològic dels EUA, el Model Global Ambiental de Multiescala (Global Environmental Multiscale Model, GEM) del Centre Meteorològic Canadenc (CMC) i el Model Unificat (UM) de l'Oficina Meteorològica del Regne Unit, és un dels quatre models de predicció a mitjà termini d'escala sinòptica d'ús general. Tot i així, s'ha de destacar que l'IFS és considerat com el millor model global de predicció meteorològica.
L'IFS és un model global que s'executa cada 12 hores (00 i 12 UTC). El seu horitzó de pronòstic és de fins a deu dies amb sortides cada 6 hores (00, 06, 12 i 18 UTC) i amb una resolució horitzont de 16 km i 137 nivells verticals (des de la superfície fins a 0,01 hPa). A més del model principal, l'IFS és també la base d'un sistema de predicció per conjunts a menys resolució espacial (32 km i 91 nivells verticals) format per 51 membres. En els propers anys s'espera millorar la resolució horitzontal de l'IFS amb l'objectiu d'arribar als 2,5 km l'any 2025. Per una altra banda, l'IFS també s'utilitza de forma experimental per a realitzar prediccions mensuals i estacionals fins a 6 mesos.
L'IFS és un model amb drets d'autor i de propietat, per tant només algunes sortides del model es poden consultar lliurement sota domini públic a Internet.